# Route nationale 27 (Inde)
Pour les articles homonymes, voir Route nationale 27.
La Route nationale 27 (en anglais : National Highway 27, sigle NH 27), une route nationale est-ouest en Inde qui commence à Porbandar et se termine à Silchar.

## Tracé
La route nationale 27 traverse sept États de l'Inde d’Est en Ouest,
| État               | Villes principales |
| ------------------ | --- |
| Gujarat            | Porbandar • Kutiyana • Upleta • Dhoraji • Jetpur • Gondal • Rajkot • Bamanbore • Morvi • Samakhiali • Radhanpur • Deesa • Palanpur           |
| Rajasthan          | Abu Road • Pindwara • Udaipur • Mangalwar • Chittorgarh • Kota • Baran                                                                       |
| Madhya Pradesh     | Shivpuri • Karera |
| Uttar Pradesh      | Jhansi • Orai • Kanpur • Unnao • Lucknow • Barabanki • Ayodhya • Basti • Khalilabad • Gorakhpur • Kushinagar                                 |
| Bihar              | Gopalganj • Motihari • Muzaffarpur • Darbhanga • Jhanjharpur • Supaul • Forbesganj • Araria • Purnia • Kishanganj.                           |
| Bengale Occidental | Dalkhola • Islampur • Bagdogra • Siliguri • Jalpaiguri • Mainaguri • Dhupguri • Falakata • Cooch Behar • Sonapur • Alipurduar • Kamakhyaguri |
| Assam              | Bongaigaon • Bijni • Howly • Patacharkuchi • Nalbari • Rangiya, Guwahati • Nagaon • Hojai • Lanka • Lumding • Haflong • Silchar              |